# Gran monumento de la colina Mansu
Gran Monumento de la colina Mansu (Chosŏn'gŭl: 만수대 대 기념비; Hanja: 萬壽 臺大 紀念碑) es un complejo de monumentos ubicado en la colina Mansu (Mansudae) en Pionyang, Corea del Norte. Está compuesto por 229 figuras en total, que conmemoran la historia de la lucha revolucionaria del pueblo coreano, y especialmente de sus líderes. La parte central del monumento consta de dos estatuas de bronce de 20 metros (66 pies) de altura de los líderes supremos de Corea del Norte, Kim Il-sung y Kim Jong-il.

## Historia
El monumento fue dedicado originalmente, en abril de 1972, en honor al 60° cumpleaños de Kim Il Sung. En ese momento, el monumento sólo tenía una estatua de Kim Il-sung, que originalmente estaba cubierta en pan de oro, pero más tarde fue alterada a una cubierta de bronce.
Tras la muerte de Kim Jong-il en 2011, una estatua similar dedicada a ese líder fue erigida en el lado norte de la de Kim Il-sung. Al mismo tiempo, la estatua de Kim Il-sung fue modificada para retratarlo a una edad posterior y sonriendo. La estatua de Kim Jong-il inicialmente tenía un abrigo largo, pero se cambió rápidamente a su parka típica. Las fuentes surcoreanas han estimado el costo de la estatua adicional en USD 10 millones, financiados en parte por la obligación de los trabajadores norcoreanos que trabajan en el extranjero de donar USD 150 cada uno para el monumento.

## Descripción

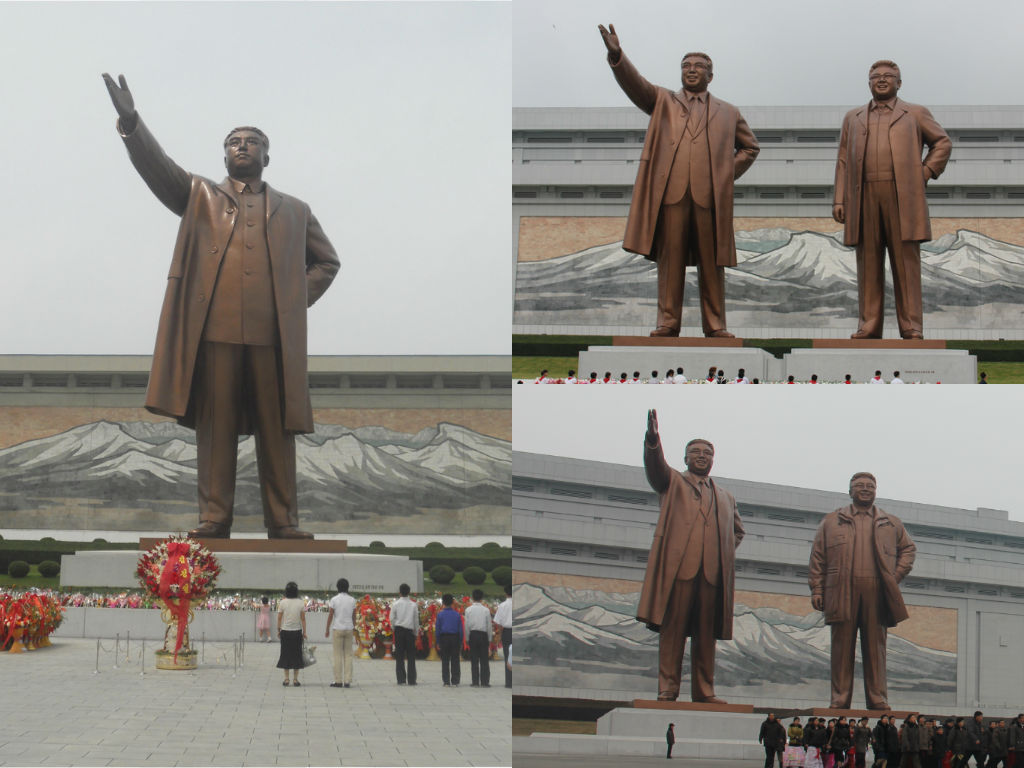
Izquierda: Una foto de 2010 de la estatua original de Kim Il-sung. Arriba a la derecha: una foto de 2012 de una estatua actualizada de Kim Il-sung que lo representa como un hombre de estado mayor y una estatua adicional de Kim Jong-il. Abajo a la derecha: una foto de 2014 que muestra a Kim Jong-il con un abrigo nuevo.

Detrás de las estatuas centrales hay una pared del edificio del Museo de la Revolución Coreana, que muestra un mural en mosaico que muestra una escena del Monte Paektu, considerada la montaña sagrada de la revolución. 
A ambos lados de las estatuas, alejadas del edificio, hay dos monumentos que consisten en estatuas de diferentes soldados, trabajadores y agricultores en su lucha revolucionaria antijaponesa y en la revolución socialista. La larga línea de figuras humanas representadas en ellos tiene una altura promedio de 5 metros. 
Un sitio web oficial de Corea del Norte lo describe así:

Las esculturas del grupo representan de manera integral la historia inmortal de la lucha revolucionaria de los coreanos que solo han sabido de victorias y glorias bajo el sabio liderazgo de los grandes Generalísimos.
No solo en días festivos y días de conmemoración, sino también en días ordinarios, se llena de personas para presentar cestas y ramos de flores ante las estatuas. Las parejas de bodas son vistas a menudo allí. Los extranjeros visitantes también suben la colina y rinden un gran homenaje a los grandes Generalísimos.
Sitio web oficial de Corea del Norte

Se espera que todos los visitantes del sitio, tanto locales como extranjeros, se inclinen y dejen flores para mostrar respeto. Se permiten fotos de las estatuas, pero las fotos deben capturar las estatuas en su totalidad.